# Tagelus peruvianus
Tagelus peruvianus is een tweekleppigensoort uit de familie van de Solecurtidae. De wetenschappelijke naam van de soort is voor het eerst geldig gepubliceerd in 1941 door Pilsbry & Olsson.